# Catexi
La catexi (en grec antic: κάθεξις) fa referència, segons Sigmund Freud, i dins del context psicoanalític, a un "
concepte econòmic: la catexi fa que certa energia psíquica s'unisca a una representació o grup de representacions, una part del cos, un objecte, etc".
La paraula que apareix en tota l'obra freudiana per designar aquest concepte l'alemanya Besetzung. «Catexi» n'és una de les «retraduccions» possibles, perquè en realitat prové de la traducció anglesa cathexis, que en fou l'opció de Strachey per a la Standard Edition. Laplanche proposa el terme traduït com a acceptable, però anota que en rigor és equivalent a altres com «càrrega», «ocupació», «investidura», etc. Sovint apareixen en els textos psicoanalítics certes expressions compostes, com «càrrega energètica», «investidura libidinal», etc., que es refereixen a la catexi.

## Catexi en Deleuze i Guattari
Gilles Deleuze i Félix Guattari fan una revisió, extrapolació i reutilització del terme. En la seua crítica a la psicoanàlisi (L'anti-Èdip), els autors n'apliquen el concepte a l'esfera social i el divideixen distingint-ne dos tipus: les catexis preconscients d'interés de les catexis inconscients de desig.
La noció de catexi en general (i en les seues divisions) es comprén millor seguint la manera en què tots dos autors conceben el desig, noció per què s'inclinen o prefereixen a la de libido, ja que tindria un caràcter de reciprocitat entre l'àmbit social i l'individual des d'un pla molar fins a un pla molecular, una reciprocitat de què manca la noció de libido.
A partir d'aquesta primera divisió adjectiven el terme d'altres maneres: per exemple, la catexi «social» per a ells no s'ha de reduir a la catexi «familiar», cosa que segons diuen fa la psicoanàlisi freudiana. Quan ocorre això, en canvi, la noció de catexi familiar és a vegades intercanviable per catexi «feixista».
L'anomenada catexi feixista fa referència pròpiament al caràcter tancat de tota mena d'agrupació respecte a altres agrupacions, partint de la simple idea que qualsevol manera d'individualitat no és individual.
El que explica aquesta reciprocitat del desig ve donat pel fet que el desig s'«emplaça» en els grups, això és, en les catexis d'interés.
En el pla d'aquesta darrera catexi, Deleuze-Guattari prefereixen la noció d'infraestructura abans que la d'ideologia d'acord amb el caràcter immanentista o processualista que conceben del camp social i, en definitiva, del terme original d'inconscient.